# ジェームズ・コバーン
ジェームズ・ハリソン・コバーン3世（James Harrison Coburn III [dʒeɪmz ˈkoʊbɜːrn, ˈkoʊbərn]、1928年8月31日 - 2002年11月18日）は、アメリカ合衆国出身の映画・テレビ俳優である。コバーンは45年間のキャリアを通して70を超える映画と100を超えるテレビドラマに出演した。幅広い役柄を演じた彼は『白い刻印』のグレン・ホワイトハウス役でアカデミー助演男優賞を受賞した。
『荒野の七人』、『突撃隊』、『大脱走』、『ダンディー少佐』、『電撃フリントGO!GO作戦』、『夕陽のギャングたち』、『ビリー・ザ・キッド/21才の生涯』といった西部劇やアクション映画で、荒削りの、歯を見せて笑うタフな男を演じることが多かった。
1960年代後半から1970年代前半にかけて彼は「クール」なイメージをもたれる。そして同年代のリー・マーヴィンやスティーブ・マックイーン、チャールズ・ブロンソンと同様に、彼は「タフガイ」のスターになった。アメリカで柔道を学び黒帯を取得、来日時には講道館を訪れた。また、ブルース・リーに武術、アクションを学んでいる。

## 来歴・人物

### 生い立ち
コバーンはネブラスカ州ローレルに生まれる。母親はマイレット・S（旧姓：ジョンソン）、父親はジェームズ・ハリソン・コバーン・ジュニアで彼は世界恐慌での失業者だった。コバーンはスコットランド＝アイルランド系でありスウェーデン系でもあった。彼はカリフォルニア州、コンプトンで育ち、コンプトン・ジュニア・カレッジ卒業後の1950年代、アメリカ陸軍に入隊した。軍隊で彼はトラック運転手や、テキサス州の陸軍ラジオの臨時DJとして働いた。また、彼はドイツ、マインツの陸軍訓練用フィルムのナレーションも務めた。その後はロサンゼルス・シティ・カレッジでジェフ・コーリーやステラ・アドラーから演技を学ぶ。そして彼はラ・ジョラ・プレイハウスでの舞台『ビリー・バッド』でデビューした 。

### キャリア

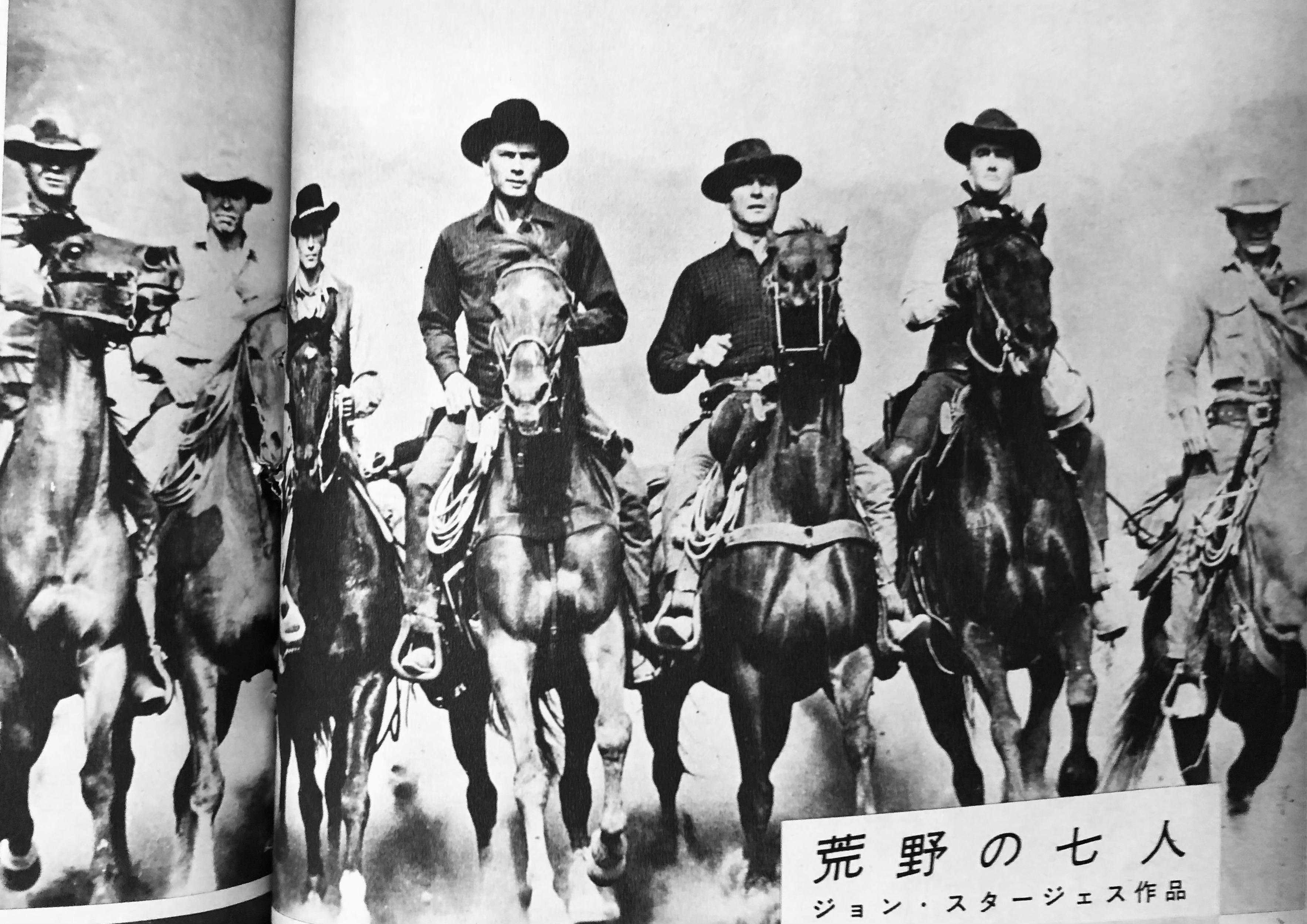
『荒野の七人』（1960年）

1959年、コバーンはランドルフ・スコット主演の西部劇 Ride Lonesome で悪役パーネル・ロバーツの手下役で映画デビューを果たした。他にもコバーンは数多くのテレビに出演した。テレビドラマ『ボナンザ』ではいくつかのエピソードに出演してロバーツと再び共演した。NBC制作ジョン・ペイン主演の西部劇ドラマ The Restless Gun では2つ以上のエピソードに登場した。また、1960年～1961年にかけて放送されたNBCのドラマ Klondike ではジョイ・ランシングやラルフ・テーガーと共演した。やがて Klondike が打ち切られるとコバーンとテーガーはNBCのメキシコを舞台とした探偵ドラマ  Acapulco に出演した。他にもコバーンは『弁護士ペリーメイスン』に2度ゲスト出演した。
1960年代から1970年代にはコバーンはアクション・西部劇でタフガイ役で有名になっていた。ジョン・スタージェス監督の『荒野の七人』と『大脱走』ではスティーブ・マックイーンやチャールズ・ブロンソンと共演する。彼は悪役の1人テックスを演じた『シャレード』（1963年）や口のうまい海軍将校役の『卑怯者の勲章』（1964年）、片腕のインディアン役の『ダンディー少佐』（1965年）などで有名になっていった。1966年、コバーンはジェームズ・ボンドのパロディ映画『電撃フリントGO!GO作戦』の主役で正真正銘のスターとなる。1971年にはセルジオ・レオーネ監督のマカロニ・ウェスタン『夕陽のギャングたち』に出演する。この映画では、20世紀初頭のメキシコ革命の最中にメキシコに現れたアイルランドの爆弾のプロを演じた。1973年にはサム・ペキンパー監督と組んで『ビリー・ザ・キッド/21才の生涯』（2人はすでに1965年の『ダンディー少佐』で共に仕事をしている）に出演した。その後も『戦争のはらわた』でペキンパーの映画に出演した。
1978年、コバーンはテレビに戻り、ダシール・ハメットの探偵小説『デイン家の呪い』の3部構成のミニシリーズに出演した。だが彼は関節リウマチにかかり、1980年代の出演作は数えるほどしかなかった。やがて彼は俳優業に復帰し2002年にこの世を去るまでの間、仕事を続けた。初めのうちはテレビで活躍していたが『ヤングガン2』や『ハドソン・ホーク』、『天使にラブ・ソングを2』、『マーヴェリック』、『イレイザー』、『ナッティ・プロフェッサー クランプ教授の場合』、『白い刻印』、『ペイバック』に出演し映画にも戻っていった。特に『白い刻印』でのコバーンの演技が認められアカデミー賞を受賞、全米映画俳優組合賞、インディペンデント・スピリット賞にノミネートされた。

### 死去

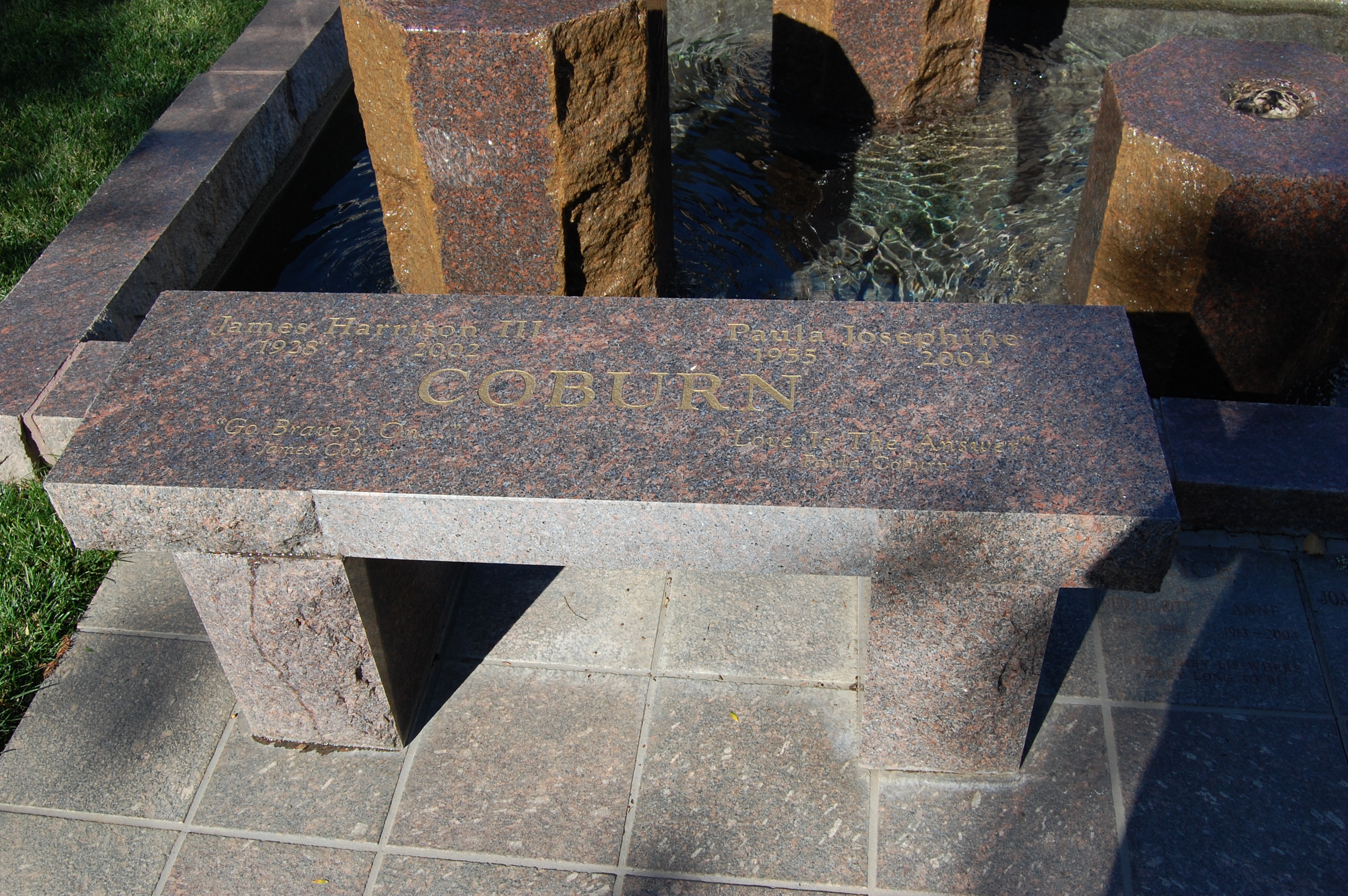
ジェームズ・コバーンのベンチ

2002年11月18日、コバーンは心筋梗塞で死亡する。そのとき、彼はカリフォルニア州、ビバリーヒルズの自宅で音楽を聴いていた。彼の遺族は妻のポーラ（旧姓：ミュラード）、息子のジェームズ4世、そして義理の娘だった。彼の遺骨はウエストウッド・メモリアルパークに埋葬され、そこにあるベンチには名前が刻まれた。生前、コバーンはシボレーのテレビ広告キャンペーンの声を務めていた。コバーンの死後はジェームズ・ガーナーが引き継いだ。

## 出演作品

### 映画
| 年   | 題名                                                            | 役名                                         | 監督                                 | 備考                                                    |
| ---- | --------------------------------------------------------------- | -------------------------------------------- | ------------------------------------ | ------------------------------------------------------- |
| 1959 | Ride Lonesome                                                   | Whit                                         | バッド・ベティカー                   |                                                         |
| 1959 | ネバダの決闘 Face of a Fugitive                                 | パーディ                                     | ポール・ウェンドコス                 |                                                         |
| 1960 | 荒野の七人 The Magnificent Seven                                | ブリット                                     | ジョン・スタージェス                 |                                                         |
| 1961 | The Murder Men                                                  | Arthur Troy                                  | ジョン・ペイサー                     |                                                         |
| 1962 | 突撃隊 Hell Is for Heroes                                       | フランク・ヘンショウ伍長                     | ドン・シーゲル                       |                                                         |
| 1963 | 大脱走 The Great Escape                                         | ルイス・セジウィック                         | ジョン・スタージェス                 |                                                         |
| 1963 | シャレード Charade                                              | テックス・パンスロウ                         | スタンリー・ドーネン                 |                                                         |
| 1963 | テキサス保安官 The Man from Galveston                           | ボイド・パルマー                             | ウィリアム・コンラッド               |                                                         |
| 1963 | 太陽の帝王 Kings of the Sun                                     | ナレーター                                   | J・リー・トンプソン                  |                                                         |
| 1964 | Action on the Beach                                             | 本人役                                       | 不明                                 | ドキュメンタリー                                        |
| 1964 | 卑怯者の勲章 The Americanization of Emily                       | ポール・“バス”・カミングス少佐               | アーサー・ヒラー                     |                                                         |
| 1965 | ダンディー少佐 Major Dundee                                     | サミュエル・ポッツ                           | サム・ペキンパー                     |                                                         |
| 1965 | 海賊大将 A High Wind in Jamaica                                 | ザック                                       | アレクサンダー・マッケンドリック     |                                                         |
| 1965 | ラブド・ワン The Loved One                                      | 入国管理官                                   | トニー・リチャードソン               |                                                         |
| 1966 | 電撃フリントGO!GO作戦 Our Man Flint                             | デレク・フリント                             | ダニエル・マン                       |                                                         |
| 1966 | 地上最大の脱出作戦 What Did You Do in the War, Daddy?           | クリスチャン少尉                             | ブレイク・エドワーズ                 |                                                         |
| 1966 | 現金作戦 Dead Heat on a Merry-Go-Round                          | イーライ・コッチ                             | バーナード・ジラード                 |                                                         |
| 1967 | 電撃フリント・アタック作戦 In Like Flint                        | デレク・フリント                             | ゴードン・ダグラス                   |                                                         |
| 1967 | 荒野の隠し井戸 Waterhole #3                                     | ルートン・コール                             | ウィリアム・A・グラハム              |                                                         |
| 1967 | シークレット!シークレット! The President's Analyst              | ドクター・シドニー・シェーファー             | セオドア・J・フリッカー              | 兼製作                                                  |
| 1968 | 太陽を盗め Duffy                                                | ダフィ                                       | ロバート・パリッシュ                 |                                                         |
| 1968 | キャンディ Candy                                                | ドクター・A・B・クランカイト                 | クリスチャン・マルカン               |                                                         |
| 1969 | 殺人美学 Hard Contract                                          | ジョン・カニンガム                           | S・リー・ポゴスティン                |                                                         |
| 1970 | はるかなる南部 Last of the Mobile Hot Shots                     | ジェブ                                       | シドニー・ルメット                   |                                                         |
| 1971 | 夕陽のギャングたち Giù la testa                                 | ジョン・H・マロリー                          | セルジオ・レオーネ                   | 英題：Duck, You Sucker! （改題：A Fistful of Dynamite） |
| 1972 | 殺しのカルテ The Carey Treatment                                | ドクター・ピーター・キャリー                 | ブレイク・エドワーズ                 |                                                         |
| 1972 | ロデオに生命を賭けた男 The Honkers                              | ルー・ラスロップ                             | スティーヴ・イーナット               |                                                         |
| 1972 | ダーティ・セブン Una ragione per vivere e una per morire        | ペンブローク大佐                             | トニーノ・ヴァレリ                   | 英題：A Reason to Live, a Reason to Die                 |
| 1973 | ブルース・リーの生と死 Bruce Lee: The Man and the Legend        | 本人役（クレジットなし）                     | シン・ウー                           | ドキュメンタリー                                        |
| 1973 | 黄金の指 Harry in Your Pocket                                   | ハリー                                       | ブルース・ゲラー                     |                                                         |
| 1973 | ビリー・ザ・キッド/21才の生涯 Pat Garrett and Billy the Kid     | パット・ギャレット                           | サム・ペキンパー                     |                                                         |
| 1973 | シーラ号の謎 The Last of Sheila                                 | クリントン                                   | ハーバート・ロス                     |                                                         |
| 1974 | 新ドミノ・ターゲット/恐るべき相互殺人 The Internecine Project   | ロバート・エリオット                         | ケン・ヒューズ                       |                                                         |
| 1975 | 弾丸を噛め Bite the Bullet                                      | ルーク・マシューズ                           | リチャード・ブロークス               |                                                         |
| 1975 | ストリートファイター Hard Times                                 | スピード                                     | ウォルター・ヒル                     |                                                         |
| 1976 | スカイ・ライダーズ Sky Riders                                   | ジム・マッケイブ                             | ダグラス・ヒコックス                 |                                                         |
| 1976 | 大いなる決闘 The Last Hard Men                                  | ザック・プロヴォ                             | アンドリュー・V・マクラグレン        |                                                         |
| 1976 | ミッドウェイ Midway                                             | ヴィントン・マドックス大佐                   | ジャック・スマイト                   |                                                         |
| 1977 | ホワイトロック White Rock                                       | ナレーター                                   | トニー・メイラム                     |                                                         |
| 1977 | 戦争のはらわた Cross of Iron                                    | ロルフ・シュタイナー軍曹                     | サム・ペキンパー                     |                                                         |
| 1978 | カリフォルニア・スイート California Suite                       | パイロット                                   | ハーバート・ロス                     | クレジットなし                                          |
| 1979 | ポール・ポジション Formula uno, febbre della velocità           | ナレーター                                   | オッタヴィオ・ファブリ               | 英題：Speed Fever                                       |
| 1979 | リベンジャー Firepower                                          | ファノン                                     | マイケル・ウィナー                   |                                                         |
| 1979 | マペットの夢みるハリウッド The Muppet Movie                     | カフェのオーナー                             | ジェームズ・フローリー               | カメオ出演                                              |
| 1979 | ゴールデンガール Goldengirl                                     | ジャック・ドライデン                         | ジョゼフ・サージェント               |                                                         |
| 1980 | ジェームズ・コバーンの新ハスラー The Baltimore Bullet           | ニック・キャシー                             | ロバート・エリス・ミラー             |                                                         |
| 1980 | ラヴィング・カップル Loving Couples                             | ウォルター                                   | ジャック・スマイト                   |                                                         |
| 1980 | ジェームズ・コバーンのクロスオーバー/光と影 Mr. Patman          | パットマン                                   | ジョン・ギラーミン                   |                                                         |
| 1981 | 野良犬軍団/ダーティー・ソルジャー High Risk                     | セラノ                                       | スチュワート・ラフィル               |                                                         |
| 1981 | ルッカー Looker                                                 | ジョン・レストン                             | マイケル・クライトン                 |                                                         |
| 1984 | Draw!                                                           | Sam Starret                                  | スティーヴン・ヒリアード・スターン   |                                                         |
| 1985 | 遥かなる少年の日々 Martin's Day                                 | ラードナー警部                               | アラン・ギブソン                     |                                                         |
| 1986 | 犠牲 〜ある兵士の死〜 Death of a Soldier                        | パトリック・ダネンバーグ少佐                 | フィリップ・モーラ                   |                                                         |
| 1988 | 丹波哲郎の霊界ワールド Walking After Midnight                   | 本人役                                       | ジョナサン・ケイ                     |                                                         |
| 1989 | Call from Space                                                 |                                              | リチャード・フライシャー             | 短編映画                                                |
| 1990 | 夢みるように微笑んで Train to Heaven                            | グレゴリウス                                 | トグニー・アンダーバーグ             |                                                         |
| 1990 | ヤングガン2 Young Guns II                                       | ジョン・チザム                               | ジェフ・マーフィー                   |                                                         |
| 1991 | ハドソン・ホーク Hudson Hawk                                    | ジョージ・キャプラン                         | マイケル・レーマン                   |                                                         |
| 1992 | Mastergate                                                      | Major Manley Battle                          | マイケル・イングラー                 |                                                         |
| 1992 | ザ・プレイヤー The Player                                       | 本人役                                       | ロバート・アルトマン                 | カメオ                                                  |
| 1993 | プロフェッショナル Deadfall                                     | Mike Donan / Lou Donan                       | クリストファー・コッポラ             |                                                         |
| 1993 | 実録ブルース・リー/ドラゴンと呼ばれた男 Curse of the Dragon     | 本人役                                       | トム・クン、フレッド・ワイントローブ | ドキュメンタリー                                        |
| 1993 | 天使にラブ・ソングを2 Sister Act 2: Back in the Habit           | ミスター・クリスプ                           | ビル・デューク                       |                                                         |
| 1994 | マーヴェリック Maverick                                         | デュヴァル提督                               | リチャード・ドナー                   |                                                         |
| 1995 | 悪い女 The Set-Up                                               | ジェレミア・コール                           | ストランスフォード・ハミルトン       |                                                         |
| 1996 | Skeletons                                                       | Frank Jove                                   | デイヴィッド・デコト―                |                                                         |
| 1996 | イレイザー Eraser                                               | アーサー・ベラー本部長                       | チャック・ラッセル                   |                                                         |
| 1996 | ナッティ・プロフェッサー クランプ教授の場合 The Nutty Professor | ハーラン・ハーティ                           | トム・シャドヤック                   |                                                         |
| 1996 | Ben Johnson: Third Cowboy on the Right                          | 本人役                                       | トム・サーマン                       | ドキュメンタリー                                        |
| 1997 | ブラック・メール/脅迫 Keys to Tulsa                             | ハーモン・ショウ                             | レスリー・グライフ                   |                                                         |
| 1997 | The Disappearance Of Kevin Johnson                              | 本人役                                       | フランシス・メガフィー               |                                                         |
| 1998 | 白い刻印 Affliction                                             | グレン・ホワイトハウス                       | ポール・シュレーダー                 | アカデミー助演男優賞受賞                                |
| 1999 | ペイバック Payback                                              | フェアファックス                             | ブライアン・ヘルゲランド             |                                                         |
| 2000 | The Good Doctor                                                 | Dr. Samuel Roberts                           | ケニス・オーキン                     | 短編映画                                                |
| 2000 | イントレピッド Intrepid                                         | キャプテン・ハル・ジョゼフソン               | ジョン・プッチ                       |                                                         |
| 2001 | JUSTICE 必殺 Proximity                                          | ジム・コーコラン                             | スコット・ジール                     |                                                         |
| 2001 | テキサス・レンジャーズ Texas Rangers                            | ナレーター                                   | スティーヴ・ミナー                   |                                                         |
| 2001 | The Yellow Bird                                                 | Rev. Increase Tutwiler                       | フェイ・ダナウェイ                   | 短編映画                                                |
| 2001 | エゴイスト The Man from Elysian Fields                          | アルコット                                   | ジョージ・ヒッケンルーパー           |                                                         |
| 2001 | モンスターズ・インク Monsters, Inc.                             | ヘンリー・J・ウォーターヌース3世             | ピート・ドクター                     | 声の出演                                                |
| 2001 | Kurosawa                                                        | 本人役                                       | アダム・ロウ                         | ドキュメンタリー                                        |
| 2002 | スノー・ドッグ Snow Dogs                                        | ジェームズ・“サンダー・ジャック”・ジョンソン | ブライアン・レヴァント               |                                                         |
| 2002 | アメリカン・ガン American Gun                                   | マーティン・ティルマン                       | アラン・ジェイコブス                 |                                                         |

### テレビ
| 年   | 題名                                           | 役名                       | 監督                      | 備考                                             |
| ---- | ---------------------------------------------- | -------------------------- | ------------------------- | ------------------------------------------------ |
| 1963 | トワイライト・ゾーン The Twilight Zone         | Major French               | アラン・クロスランド・Jr. | 第5シーズン第7話「洞窟の予言者」                 |
| 1978 | デイン家の呪い The Dain Curse                  | ハミルトン・ナッシュ       | E・W・スワックハマー      | ミニシリーズ                                     |
| 1982 | サタデー・ナイト・ライブ Saturday Night Live   | 本人                       | デイヴ・ウィルソン        | 「James Coburn/Lindsey Buckingham」              |
| 1984 | フェアリーテール・シアター Faerie Tale Theatre | ジプシーの男               | ピーター・メダク          | オムニバスドラマ 第3シーズン「ピノッキオの冒険」 |
| 2002 | Arliss                                         | Slaughterhouse Sid Perelli | マイケル・グロスマン      | 第7シーズン第1話「The Immortal」                 |

## 日本語吹き替え
日本語吹き替えは、1960年代から小林清志が専属（フィックス）で担当している。小林は、コバーンの吹き替えを「自然にできる役」として、アニメ『ルパン三世』の次元大介と共に挙げており、コバーンが亡くなった際には、「自分の分身がいなくなったような気がした」と後に回想している。
このほかにも、内海賢二、小山力也、森川公也、廣田行生、渡部猛、瑳川哲朗が声を当てている作品もある。

## 参照
1. ↑  New England Historic Genealogical Society（2004年9月2日時点のアーカイブ）
2. ↑  Published: 12:03AM GMT 20 Nov 2002 (2002年11月20日). “Obituary in ''The Telegraph''”. London: Telegraph.co.uk 2010年3月14日閲覧。{{cite news}}:  CS1メンテナンス: 数字を含む名前/author (カテゴリ)
3. ↑  “James Coburn Biography - Yahoo! Movies”.   Movies.yahoo.com. 2010年3月14日閲覧。
4. ↑  “『荒野の七人』のＪ・コバーン死去”. シネマトゥデイ. (2002年11月20日) 2013年3月22日閲覧。
5. ↑  元々、次元大介も『荒野の七人』に登場したコバーンをモデルにしたキャラクターである。
6. ↑  月刊スカパー! 2013年12月号
7. ↑  ““納谷悟朗さん追悼”小林清志”.   吹替の帝王. 2019年2月17日閲覧。
8. ↑  ただし、内海と小山以外は一回きりの起用であり、別音源で小林が担当しているケースがほとんどである。